# Rue François-de-Neufchâteau
La rue François-de-Neufchâteau est une voie du 11e arrondissement de Paris, en France.

## Situation et accès
La rue François-de-Neufchâteau est une voie publique située dans le 11e arrondissement de Paris. Elle débute au 34, rue Richard-Lenoir et se termine au 152, boulevard Voltaire.

## Origine du nom
La rue doit son nom au comte Nicolas-Louis François de Neufchâteau (1750-1828), homme d'État français.

## Historique
Dénommée « rue de Neuchâteau » par décret du 2 mars 1867 lors de son ouverture, le nom de la voie est finalement rectifié par décret du 8 juin 1870 en « rue François-de-Neufchâteau ».

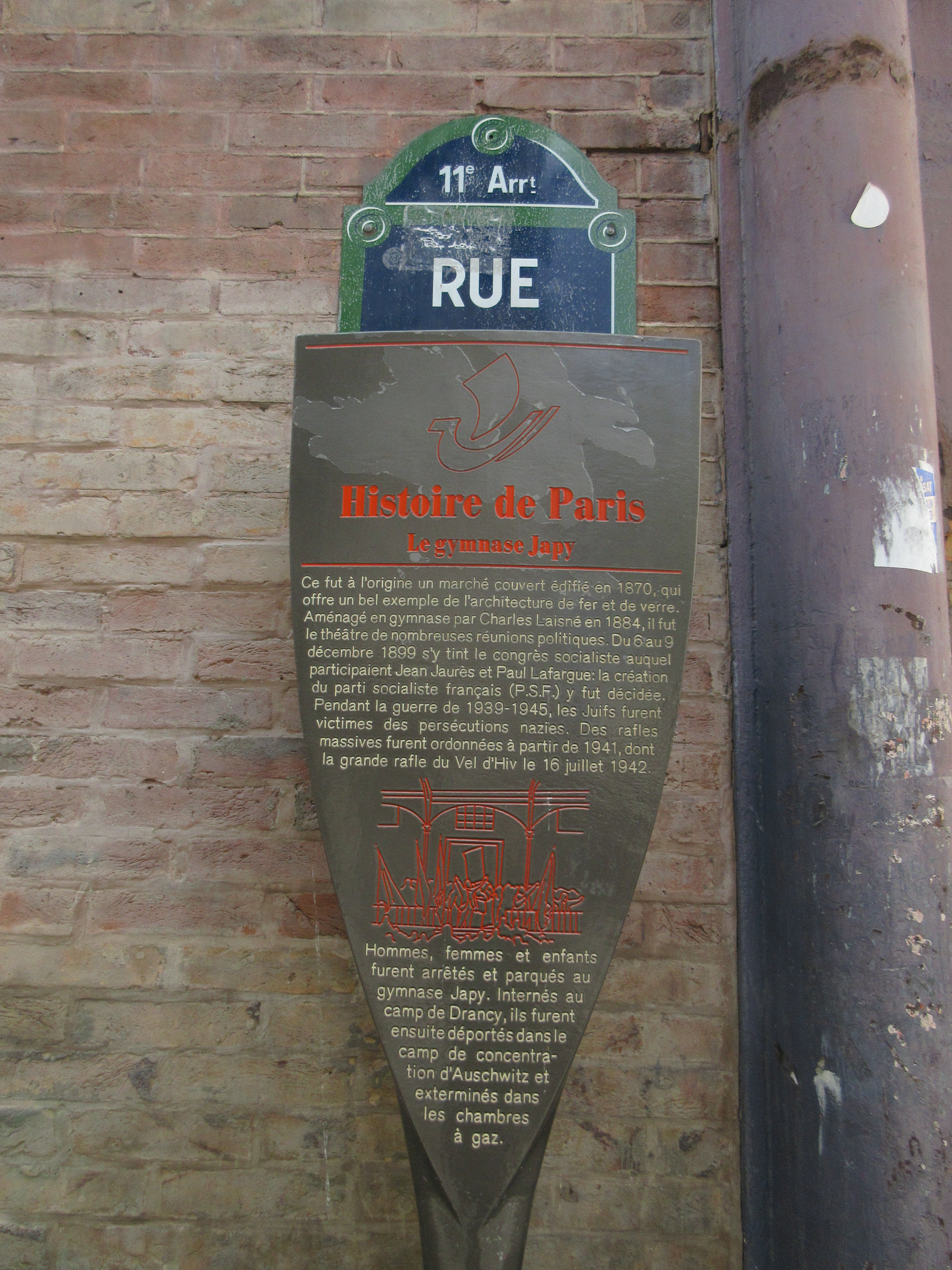
Panneau Histoire de Paris « Le gymnase Japy »
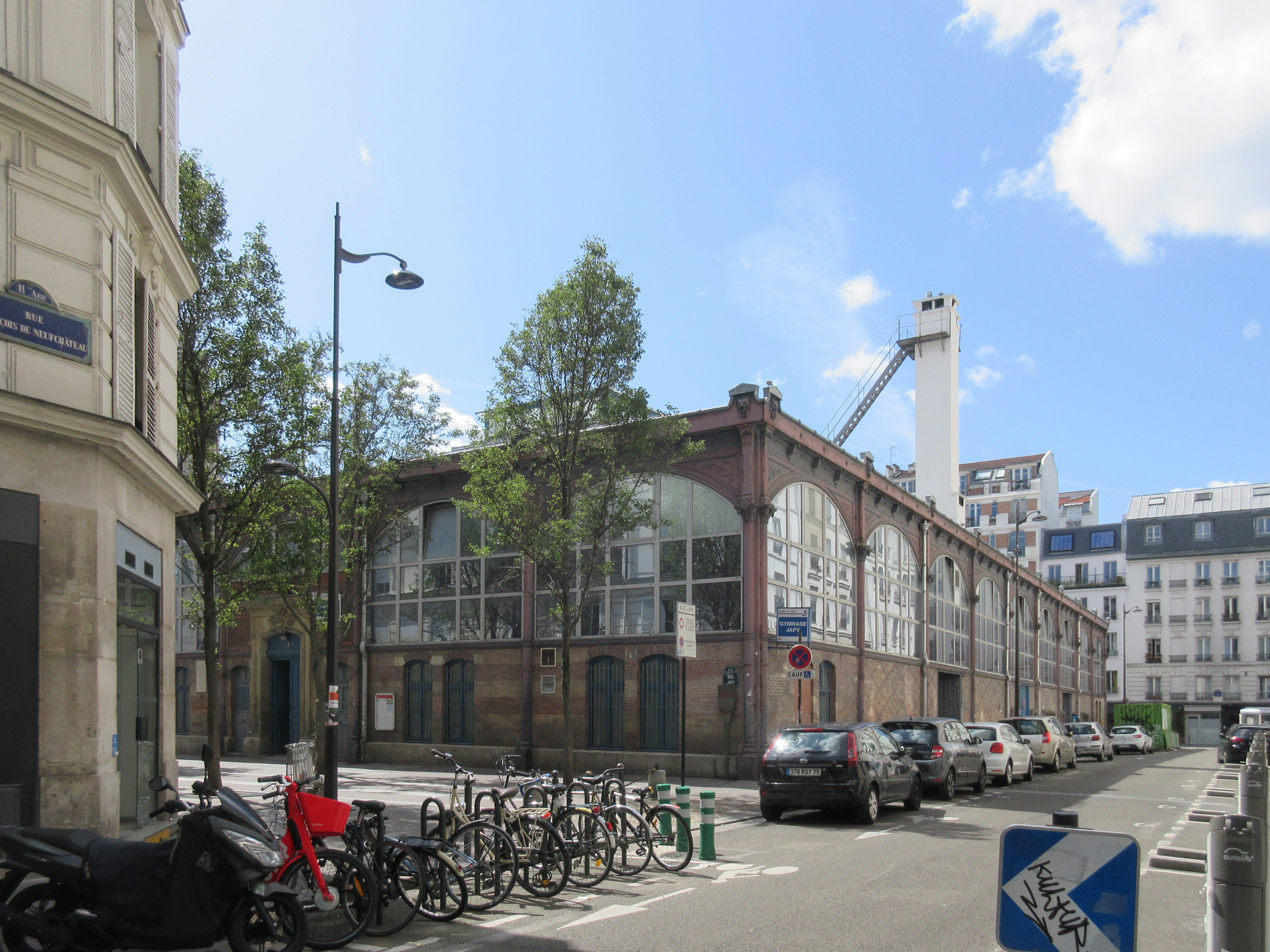
Le gymnase Japy et la rue François-de-Neufchâteau

## Bâtiments remarquables et lieux de mémoire
- Le gymnase Japy
- Le street artiste Invader a réalisé une intervention (PA-1301 - Fat Freddy's cat) sur le bâtiment à l'angle du boulevard Voltaire[1].
- La fille du musicologue Paul-Gilbert Langevin a habité au no 1 pendant huit ans.